# سميع ناير
سميع ناير (بالفرنسية: Sami Naïr)‏ هو كاتب العمود وعالم سياسة وعالم اجتماع وفيلسوف وسياسي فرنسي، ولد في 23 أغسطس 1946 في تلمسان في الجزائر. حزبياً، نشط في Citizen and Republican Movement ‏. في انتخابات البرلمان الأوروبي 1999، انتخب عضو في البرلمان الأوروبي عن دائرة فرنسا لترشحه ضمن قائمة Citizen and Republican Movement ‏، وقد انضم خلال فترته النيابية (20 يوليو 1999 – 19 يوليو 2004) للكتلة البرلمانية اليسار المتحد الأوروبي-اليسار الأخضر النوردي.